# Hannes Schöner
Hannes Schöner, de son vrai nom Johannes Schulte-Ontrop (né le 24 juin 1953 à Cologne-Bickendorf) est un chanteur allemand.

## Biographie
En 1980, Schöner est à côté de Claus-Robert Kruse, membre du "Christopher John Band", qui publie le titre a First Class Fool Again, écrit par Dieter Bohlen. La chanson sort en parallèle comme Sommernacht in unserer Stadt sous le nom de scène Hannes Schöner et figure en août de l'année dans les charts allemands de programmation des radios.
Schöner participe à la sélection de l'Allemagne au Concours Eurovision de la chanson 1982 avec Nun sag schon adieu, où il prend la troisième place. Le single est 27e des ventes le 26 avril. En juin et juillet 1982, il apparaît avec ce titre dans ZDF Hitparade. La même année, Harold Faltermeyer produit avec lui un LP pour Ariola. En 1984, Schöner et Bernd Göke fondent le groupe Fair Control, qui publie cinq titres en anglais. Schöne les produit avec Peter Columbus. Son dernier single solo officiel, Vielleicht wirst du nie geboren, est une version allemande de 1988 de Broken Heroes, un hit de Chris Norman ; la version instrumentale fait partie de la bande originale de l'épisode de la série Tatort, Gebrochene Blüten, avec le commissaire Horst Schimanski.
Au cours de sa carrière d'artiste solo, Schöner compose des chansons pour des interprètes connus : Saragossa Band, Rex Gildo, The Lords… Au début des années 1990, il travaille comme producteur pour de plus petits labels (A-Z Records, Rolling Promotion et autres) pour les nouveaux chanteurs de schlager. En 1990, il intègre le groupe de Cologne die Höhner et chante ensuite aussi en solo des titres en kölsch.

## Discographie

### Hannes Schöner
- 1980 : Judy's Café / Du bist der Stoff aus dem die Träume für mich sind
- 1980 : Ich bin für die Liebe / Rock'n Roll Sänger
- 1982 : Sommernacht in unsrer Stadt / Zwei wie wir
- 1982 : Nun sag' schon adieu / Bald regiert der Wassermann
- 1982 : Wenn du willst / Im Himmel ist der Teufel los
- 1983 : Viele Grüße an Maria / Engel auf Zeit
- 1982 : Willst du träumen / Die Stunde der Wahrheit
- 1983 : Willst du träumen (Album)
- 1984 : Wehrlos / Ein ganz normaler Tag
- 1987 : Bleib / Lieb mich bis zum Morgen (avec Kareena)
- 1988 : Vielleicht wirst du nie geboren / Nur manchmal in der Nacht

### Christopher John Band
- 1981 : I'm a First Class Fool Again / You and Me

### Fair Control
(avec Bernd Göke)
- 1985 : Angel Eyes
- 1985 : Symphony of Love
- 1986 : We Can Fly Together
- 1986 : Letter from India

### Balboa Park
(avec Gerhard Lischka)
- Cherrymoon of Love / Addicted to Love

### Höhner
- 1987 : Für dich
- 1988 : Guck mal
- 1989 : Wenn's dir gut geht
- 1999 : Hey Kölle
- 2009 : Alles verlore